# Jeszenszky Ignác
Nagyjeszeni Jeszenszky Ignác (Temesfüves, 1862. február 16. – Budapest, 1924. április 24.) evangélikus lelkész, író.

## Élete
1880 és 1885 között Pozsonyban, Halléban és Berlinben hallgatott teológiát. 1886-tól segédlelkész, 1887-től rendes lelkész Nagykikindán. 1920-ban a bánáti német evangélikus egyházmegye esperese volt.
Cikkeket írt a helyi lapokba, rajza jelent meg a Kiss Családi Lapokban (1891).

## Munkái
- Eltaposott virág, (regény), Ramel és Reitzer, Temesvár 1888.
- Beszéd. Kossuth Lajos halála alkalmából 1894. márczius hó 31-én a temetés előestéjén tartott gyászünnepélyen, Nagykikinda, 1894.
- Kiáltó szó (Az alföldi munkásmozgalomnak, mint az egész társadalmi szervezet betegségének tünetei. A mi szocziális kérdésünk veleje. Az 1848. évi társadalmi alakulás és az új kiváltságos osztály képződése. A kisbirtokos-és munkásosztály elzüllése. A munka- vagy munkáshiány kérdésének eldöntése. A tennivalókról. stb.), Nagykikinda, 1897.
- A telepítés elvei és kivitele", Közgazdasági Szemle, 1900.
- A községi birtok felhasználásáról, Közgazdasági Szemle, 1900.
- A barcasági szászok gazdasági viszonyai, Közgazdasági Szemle, 1900.
- Torontál vármegye gazdasági monográfiája. Megyei monográfiák 13., Magyarország közgazdasági és közművelődési állapota. Közgazdasági Szemle, 1904.

## Családja
Felesége Tirpak Irén (1864-1938), gyermekei: László (1889-1945), Ilona (1891-1970), Árpad (1896-1988), László (vízbe fulladt, amikor 13 éves volt), Irén (1902-1966) és Géza (1906-1963).